# Alexander Siedschlag

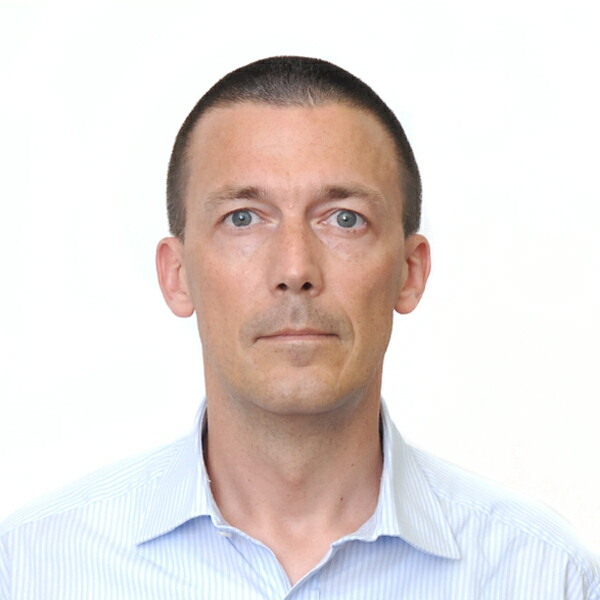
Alexander Siedschlag (2012)

Alexander Siedschlag (* 25. Februar 1971 in West-Berlin) ist ein deutsch-amerikanischer Politikwissenschaftler und Sicherheitsforscher.

## Akademischer Werdegang
Siedschlag studierte Politische Wissenschaft, Soziologie, Neuere und Neueste Geschichte sowie Persönlichkeitspsychologie und Psychodiagnostik an der Ludwig-Maximilians-Universität München. 1994 machte er dort seinen Magister. Von 1994 bis 1995 war Siedschlag Doktorand am Seminar für Internationale Politik des Geschwister-Scholl-Instituts für Politische Wissenschaft der Universität München. Er war von 1995 bis 1996 NATO Research Fellow und Fellow an der Stiftung Wissenschaft und Politik. Er wirkte an dem Bericht der Stiftung Wissenschaft und Politik und der Brookings Institution „Perspectives on Transatlantic Relations“ für die Europäische Kommission mit. Darüber hinaus war Siedschlag Promotionsstipendiat der Studienstiftung des deutschen Volkes. 1996 wurde er an der Ludwig-Maximilians Universität München zum Dr. phil. promoviert.
Von April 1996 bis März 1998 war er Postdoc im DFG-Graduiertenkolleg „Das neue Europa – Nationale und internationale Dimensionen des institutionellen Wandels“ an der Freien Universität Berlin und an der Humboldt-Universität zu Berlin. Von April 1997 bis März 2000 war er außerdem Lehrbeauftragter am Institut für Sozialwissenschaften der Humboldt-Universität zu Berlin und von August bis Oktober 1998 Fellow am German-American Center for Visiting Scholars am Deutschen Historischen Institut in Washington, D.C.
Im Februar 2000 habilitierte er sich an der Humboldt-Universität zu Berlin für das Fach Politikwissenschaft. Im Juni 2001 wurde er dort zum Privatdozenten für Politikwissenschaft am Institut für Sozialwissenschaften und im Oktober Gründungs-Sprecher der Ad-hoc-Gruppe „Internet und Politik“ in der Deutschen Vereinigung für Politische Wissenschaft (DVPW). Außerdem war er im Juni 2002 Veranstalter der Tagung „Digitale Demokratie wagen“ der Ad-hoc-Gruppe „Internet und Politik“ in der DVPW an der Humboldt-Universität zu Berlin. Im Juli 2003 wurde er in den Vorstand des Landesverbandes Bayern der Deutschen Gesellschaft für die Vereinten Nationen (DGVN) kooptiert und im August 2003 in den Fachbeirat der Virtuellen Fachbibliothek Politikwissenschaft (Universitäts- und Staatsbibliothek Hamburg) berufen. In den Vorstand des Landesverbandes Bayern der DGVN wurde er im Februar 2004 gewählt. Seine Verantwortungsbereiche dort waren Neue UN-Themen (z. B. Informationsgesellschaft), Sicherheitspolitik und außenpolitische Themen mit UN-Bezug. Von März 2006 bis März 2008 war er Vorsitzender des Vorstandes des Landesverbandes Bayern der DGVN.
Von Oktober 2004 bis zu seiner Entlassung im Mai 2007 war Alexander Siedschlag Universitätsprofessor an der Universität Innsbruck für Europäische Sicherheitspolitik im Rahmen der Fächer Internationale Politik und Europäische Integration. Mit seiner Innsbrucker Berufung wurde er zugleich Stiftungsprofessor der Republik Österreich für Europäische Sicherheitspolitik. Es folgten Tätigkeit als Direktor für Forschung bei World Wide Education (WWEDU) und die Leitung des damals dort angesiedelten Center for European Security Studies. Siedschlag ist außerdem Veranstalter der Europäischen Sicherheits-Congress Initiative (ESCI). Er war tätig als Juror im österreichischen nationalen Sicherheitsforschungsprogramm KIRAS und als Evaluator für den Bereich Security Research im 7. Forschungsrahmenprogramm der Europäischen Union.
Von Juni 2009 bis August 2013 war Siedschlag Professor für Sicherheitsforschung und Vorstand des Instituts für Sicherheitsforschung an der Sigmund Freud Privatuniversität Wien; außerdem leitet er das dortige CEUSS | Center for European Security Studies. Unter anderem war er 2011 bis 2013 Koordinator des Sicherheitsforschungsprojekts Foresight Security Scearios: Mapping Research to a Comprehensive Approach to Exogenous EU Roles (FOCUS) im 7. EU-Forschungsrahmenprogramm.
Von August 2013 bis Juni 2022 war Siedschlag Professor & Chair of Homeland Security an der Pennsylvania State University, Penn State Harrisburg, School of Public Affairs, und leitet dort unter anderem das Studienprogramm intercollege Master of Professional Studies in Homeland Security (iMPS-HLS). Von Juli 2018 bis Dezember 2019 war Siedschlag zudem Interim Director der School of Public Affairs.
Seit Juli 2022 ist Siedschlag Dekan und Professor des College of Arts and Sciences des Worldwide Campus der Embry-Riddle Aeronautical University in Daytona Beach, Florida.

## Kontroverse
2005/2006 war Siedschlag Veranstalter des „Europäischen Sicherheits-Congresses Innsbruck“. Seine Kollegen am Institut für Politikwissenschaft der Universität Innsbruck warfen ihm vor, Sponsorengelder angenommen zu haben. Damit habe er die Unabhängigkeit seiner Veranstaltung diskreditiert und dem Ansehen der Universität geschadet. Es handelte sich dabei um Zahlungen des europäischen Luft- und Raumfahrttechnikkonzerns EADS, der die von Österreich erworbenen Mehrzweckkampfflugzeuge Eurofighter herstellt. Die Institutsleitung vertrat die Auffassung, dadurch sei ein Interessenskonflikt gegeben. Siedschlag entgegnete stets, die Neutralität der Veranstaltung sei durch die Zahlungen (in Höhe von insgesamt 4000 EUR) auf keine Weise kompromittiert worden. Entsprechendes nahm auch der Eurofighter-Untersuchungsvorschuss des Österreichischen Nationalrats zur Kenntnis, dem sich Siedschlag als Auskunftsperson zur Verfügung gestellt hatte.

## Forschung
Siedschlags Werk umfasst neben früheren Arbeiten in der Politischen Systemlehre vor allem Arbeiten zur Theorie und Methodik der Internationalen Politik, zur deutschen Außenpolitik, zur Internationalen Sicherheitspolitik und zur Konflikttheorie. Später kamen Arbeiten zur Vergleichenden Politikwissenschaft mit einem Schwerpunkt auf politischer Internetnutzung hinzu. Siedschlag orientiert sich insbesondere in den Bereich Sicherheitsforschung (security research) einschließlich Krisen- und Katastrophenmanagement (disaster research).
Alexander Siedschlag hat außerdem mehrere Herausgeberschaften inne (insbesondere für das Jahrbuch für europäische Sicherheitspolitik und die Sektion „Security Concepts“ des Springer Handbook of Security Science).

## Schriften (Auswahl)
- NATO Meets the Post-strategic Condition (Political Vicissitudes and Theoretical Puzzles in the Alliance's First Wave of Adaptation, 1990–1997).
- Neorealismus, Neoliberalismus und postinternationale Politik Beispiel internationale Sicherheit – Theoretische Bestandsaufnahme und Evaluation. Westdeutscher Verlag, Opladen 1997.
- Politische Institutionalisierung und Konflikttransformation Leitideen, Theoriemodelle und europäische Praxisfälle. Habilitationsschrift. Humboldt-Universität zu Berlin, 1999/2000. Veröffentlicht bei Leske+Budrich, 2000.
- (Hrsg.): Realistische Perspektiven internationaler Politik. Festschrift für Gottfried-Karl Kindermann zum 75. Geburtstag. Leske+Budrich, Opladen, 2001.
- Digitale Demokratie. In: Alexander Siedschlag, Arne Rogg, Carolin Welzel: Willensbildung und Partizipation per Internet. Leske+Budrich, Opladen 2002.
- mit Anja Opitz, Jodok Troy und Anita Kuprian: Grundelemente der internationalen Politik. Böhlau, Köln u. a. und UTB, Stuttgart 2007.
- (Hrsg.): Jahrbuch für europäische Sicherheitspolitik. Nomos, Baden-Baden 2006–2010.
- (Hrsg.): Methoden der sicherheitspolitischen Analyse. VS, Wiesbaden 2006, 2., erweiterte Auflage: VS Springer, Wiesbaden 2014.
- (Hrsg.): Cross-disciplinary Perspectives on Homeland and Civil Security: A Research-Based Introduction. Peter Lang, New York 2015.
- (Hrsg.) mit Andrea Jerkovic: Cross-disciplinary Perspectives on Homeland and Civil Security: A Research-Based Introduction. Revised Second Edition. Peter Lang, New York 2022.
- (Hrsg.) mit Andrea Jerkovic: Homeland Security Cultures: Enhancing Values while Fostering Resilience. Rowman & Littlefield, Lanham, MD, 2018.
- (Hrsg.) mit Rosemarie Stangl: Katastrophenmanagement. Eine wissenschaftliche Einführung. Tredition, Hamburg 2020.